# Héctor di Mauro. Titiritero
 Héctor di Mauro. Titiritero  es una película documental de Argentina filmada en Eastmancolor dirigida por Jorge Preloran sobre su propio guion que se estrenó en 1980. Participó como asistente Félix Arrieta.

## Sinopsis
El filme tiene como tema la vida del titiritero Héctor di Mauro.

## El personaje
Héctor di Mauro ( Córdoba, 18 de abril de 1928 – íd. 12 de abril de 2008 ) fue un titiritero de larga actuación tanto en su país como en el extranjero. Junto a su hermano Eduardo realizó múltiples funciones en su país y en giras por América y Europa y en 1960 fueron galardonados con el Tercer Premio de Interpretación en el Festival Internacional del Títere de Bucarest. Fue fundador y el primer secretario general de la Unión de Marionetistas de Argentina (Unima). Bregó junto con su hermano para que se educara a los docentes en el trabajo con títeres como herramienta educativa y consiguieron crear las escuelas provinciales de títeres en Misiones (1971), La Pampa (1973), Neuquén (1969) y Tucumán (1958). En 1991 recibió el Diploma al Mérito en Pantomima y títeres de la Fundación Konex, y también fue galardonado con el premio a la trayectoria del Instituto Nacional del Teatro. 